# L'incredibile vita di Timothy Green
L'incredibile vita di Timothy Green (The Odd Life of Timothy Green) è un film diretto da Peter Hedges e distribuito dalla Walt Disney Pictures, in America, il 15 agosto 2012.
Scritto da Ahmet Zappa, il film parla di un ragazzino magico la cui particolare personalità esercita degli effetti particolari sugli abitanti della sua stessa città. Ha ricevuto vari giudizi critici, registrando un modesto incasso totale durante la prima settimana di proiezione. In Italia è uscito il 26 giugno 2013 direttamente per il mercato home video.

## Trama
Cindy lavora in un museo; Jim invece fa l'operaio presso la fabbrica di matite della loro città, vivono a Stanleyville, Carolina del Nord. I Green, dopo una visita medica, apprendono di essere sterili e di non poter quindi concepire figli. Seppur devastato dalla notizia, Jim convince Cindy a pensare a tutte le qualità di un loro figlio immaginario e a scriverle su dei bigliettini.
Dopo averlo fatto, i coniugi ripongono i bigliettini in una scatola di legno e la sotterrano nel loro giardino. Dopo una tempesta, un bambino di dieci anni appare in casa, dicendo di essere loro figlio. Sconcertati, Cindy e Jim vanno in giardino e trovano la scatola aperta e i bigliettini sparsi intorno a un grande buco nel terreno. Capiscono quindi che il bambino, di nome Timothy, è l'incarnazione di tutte quelle qualità che avevano scritto sui bigliettini poco prima. Scoprono anche che Timothy ha qualcosa di molto bizzarro: delle foglie che gli spuntano sulle gambe.
La mattina dopo, durante un picnic, Timothy fa la conoscenza di tutti i membri della famiglia: Brenda Best, la sorella di Cindy; James Green Sr., il padre assente di Jim; e Mel e Bub, gli zii paterni di Cindy. I genitori portano Timothy a conoscere i loro amici e il fioraio della città, Reggie, dal quale apprendono che le foglie sulle gambe di Timothy non possono essere tagliate in alcun modo.
Timothy comincia anche a frequentare la scuola, dove conosce Joni Jerome, una ragazza che incontra durante un episodio di bullismo nel corridoio della scuola, e con la quale inizia una relazione di amicizia. Nel frattempo, la fabbrica di matite in cui lavorano moltissimi operai, tra cui anche Jim, comincia a licenziare alcuni dei suoi dipendenti a causa della bassa richiesta di matite. Timothy convince quindi Cindy e Jim a progettare il prototipo di un nuovo tipo di matita che possa permettere alla fabbrica di tornare a lavorare come un tempo.
All'insaputa dei genitori, una foglia cade dalle gambe di Timothy ogni volta che mostra una delle qualità che Cindy e Jim avevano scritto sui bigliettini. In seguito, Timothy lo rivela ai genitori dicendo che gli resta poco tempo con loro e che presto sparirà.
L'incontro tra i Green e la direttrice dell'agenzia d'adozione si conclude con Cindy che le consegna una lettera lasciata da Timothy prima di andarsene per sempre, contenuta in origine in una scatola di legno, ritrovata nello stesso fango da cui Timothy era di fatto comparso. Nella lettera, il bambino spiega ai genitori cosa ha fatto con ogni foglia caduta dalle sue gambe.
Cindy e Jim avranno comunque la loro opportunità di diventare genitori perché viene a loro affidata una piccola bambina in adozione.

## Produzione
Peter Hedges fu scritturato per dirigere The Odd Life of Timothy Green nel mese di giugno 2009. Il film è nato da un'idea sviluppata da Ahmet Zappa, ed è uno dei primi ad essere stati prodotti dalla collaborazione tra la Scott Sanders Productions e la Disney.

## Colonna sonora
1. You're Gonna Find It Hard to Believe
2. Life Goes On
3. That's Not Normal
4. Our Kid
5. ...Now What?
6. Is He for Us?
7. Cherry on Top
8. I Can Only Get Better! (A Glass Half Full Person)
9. Love and Be Loved
10. There's Something You Need to See
11. Funny, Like Uncle Bob
12. Why Not Make a New Kind of Pencil?
13. Nice Socks
14. Picasso with a Pencil
15. Run the Other Way
16. This World They Created
17. Think "Tree"
18. The Championship Game
19. I'm with "0"
20. The Winning Goal
21. I Let Her Go
22. We Better Get Inside
23. Never Give Up
24. So Much Is Possible

## Distribuzione

### Edizione home video
L'incredibile vita di Timothy Green è stato distribuito in Blu-ray e DVD il 4 dicembre 2012 in America.

## Accoglienza

### Incassi
Il film ha raccolto $2.3 milioni durante il primo giorno di programmazione nei cinema americani. In tre giorni ne ha registrati $7.68 e ha concluso il weekend con $16,377,472 a livello domestico. In totale, il film ha raccolto $51 milioni negli Stati Uniti.